# فولوديمير كوفال
فولوديمير كوفال (بالأوكرانية: Коваль Володимир Вікторович)‏ هو لاعب كرة قدم أوكراني في مركز الهجوم، ولد في 6 مارس 1992 في كييف في أوكرانيا. شارك مع منتخب أوكرانيا تحت 16 سنة لكرة القدم ومنتخب أوكرانيا تحت 17 سنة لكرة القدم ومنتخب أوكرانيا تحت 18 سنة لكرة القدم ومنتخب أوكرانيا تحت 19 سنة لكرة القدم ومنتخب أوكرانيا تحت 21 سنة لكرة القدم. أما مع النوادي، فقد لعب مع تشورنومورتس أوديسا ونيتشيتشا ونيمان غرودنو.

## وصلات خارجية
- فولوديمير كوفال على موقع اتحاد أوكرانيا (الإنجليزية)
- فولوديمير كوفال على موقع قاعدة بيانات كرة القدم.إي يو (الإنجليزية)
- فولوديمير كوفال على موقع Soccerway.com (الإنجليزية)
- فولوديمير كوفال على موقع عالم كرة القدم.نت (الإنجليزية)